# سیریل رافائلی
سیریل رافائلی (زاده ۱ مارس ۱۹۷۴) بازیگر،رزمی‌کار و بدلکار اهل فرانسه هست.

## زندگی‌نامه
رافائلی با استفاده از سبک شوتوکان کاراته و ووشو، به همراه دوست خود، دیوید بول در فیلم‌های لوک نبسون بازی می‌کند

### حرفه بازیگری
رافائلی در فیلم‌های بلوک ۱۳، جان‌سخت ۴، بوسه اژدها بازی کرده‌است.

## قهرمانی و موفقیت
- IKFF مبارزه با Combiné جام جهانی (۱۹۹۷) - برنده
- IKFF مبارزه با Combiné مدال برنز (۱۹۹۹)
- ۱۹۹۸ فرانسه سان دا قهرمان

## فیلم‌شناسی
| S No | فیلم                                 | سال  | نقش                                  |
| ---- | ------------------------------------ | ---- | ------------------------------------ |
| ۱    | تیم دو نفره                          | ۱۹۹۷ |                                      |
| ۲    | رونین                                | ۱۹۹۸ |                                      |
| ۳    | دور بر دقیقه                         | ۱۹۹۸ |                                      |
| ۴    | پیام‌آور: داستان ژاندارک              | ۱۹۹۹ | S                                    |
| ۵    | Mortal Transfer                      | ۲۰۰۰ |                                      |
| ۶    | تاکسی ۲                              | ۲۰۰۰ |                                      |
| ۷    | برادری گرگ                           | ۲۰۰۱ |                                      |
| ۸    | بوسه اژدها                           | ۲۰۰۱ |                                      |
| ۹    | واسبی                                | ۲۰۰۱ |                                      |
| ۱۰   | یاماکازی                             | ۲۰۰۱ |                                      |
| ۱۱   | استریکس و اوبلیکس: مأموریت کلئوپاترا | ۲۰۰۲ |                                      |
| ۱۲   | ترانسپورتر                           | ۲۰۰۲ |                                      |
| ۱۳   | Michel Vaillant                      | ۲۰۰۳ |                                      |
| ۱۴   | بلوک ۱۳ (French)                     | ۲۰۰۴ |                                      |
| ۱۵   | بلوک ۱۳                              | ۲۰۰۴ |                                      |
| ۱۶   | جان‌سخت ۴                             | ۲۰۰۷ | Rand on Thomas Gabriel's team.       |
| ۱۷   | هالک                                 | ۲۰۰۸ | Parkour coordinator                  |
| ۱۸   | Banlieue 13 Ultimatum (French)       | ۲۰۰۹ |                                      |
| ۱۹   | بلوک ۱۳ - التیماتوم                  | ۲۰۰۹ |                                      |
| ۲۰   | Djinns                               | ۲۰۱۰ |                                      |
| ۲۱   | تیکن                                 | ۲۰۱۰ | fight choreographer                  |
| ۲۲   | بیبی ۲۰۱۵- هندی                      | ۲۰۱۵ | fight choreographer                  |
| ۲۳   | یک جنتلمن                            | ۲۰۱۷ | fight choreographer/played as a thug |